# 앤드류 파월
앤드류 파월(영어: Andrew Powell)은 영국의 음악 작곡가, 편곡가이자 공연가로 웨일스계 부모 사이에서 태어났다. 2003년에 웨일스로 보금자리를 옮겼다.

## 어린 시절
파월은 잉글랜드의 서리주에서 태어났다. 네 살때부터 피아노 수업을 받기 시작했으며, 윔블던의 킹스칼리지 학교에 입학하여 비올라, 바이올린, 오케스트라에 사용되는 타악기 등을 연주하는 방법을 배웠다. 이후 11살부터 음악을 만들기 시작했으며, 케임브리지 대학교 킹스 칼리지에서 음악으로 학위를 받기 전 독일의 다름슈타트에서 카를하인츠 슈토크하우젠, 리게티 죄르지 등의 음악을 공부하였다. 케임브리지에서 로저 스몰리, 팀 수스터, 로빈 톰슨, 프레드 프리스와 전자 음악 그룹 인터모듈레이션를 만들어 팀 호킨슨이 만든 지역 프로그레시브 록 그룹 헨리 카우 등과 함께했으며, 특히 헨리 카우에서는 베이스와 드럼을 맡기도 했다.

## 음악 경력
케임브릿지를 떠난 파월은 런던 로열 앨버트 홀의 프롬스에서 솔로로 공연하였다. 이후 런던 교향악단, 런던 필하모닉 관현악단, BBC 웨일스 오케스트라, BBC 교향악단와 함께 작업하였으며, 피에르 불레즈와 협업하기도 했다. 또한 세션 음악가로도 활동하기 시작했던 파월은 일본의 타악기 거장인 야마시타 스토무와 함께 정기적으로 공연했던 로빈 톰슨 및 모리스 퍼트와 함께 그룹 컴 투 디 에지를 결성했다.
편곡가로서 파월의 경력은 이때 시작되었다. 첫 의뢰는 코크니 레이블의 첫 음반이었으며, 그 다음에 나온 두 음반에도 편곡으로 참여했다. 파월은 리오 세이어, 존 마일스, 도노반, 클리프 리처드, 알 스튜어트, 암브로시아, 데이비드 길모어, 크리스 레아, 믹 플리트우드, 홀리스 등과 작업했다.
파월은 알란 파슨스 프로젝트의 첫 번째 음반 《Tales of Mystery and Imagination》의 크레딧에 편곡가, 지휘자, 작곡가로서 이름을 올렸다. 이후에도 한 장을 제외한 모든 음반에서 편곡과 지휘를 맡았고, 해체되었을 때도 알란 파슨스와 함께 일했다. 알란 파슨스와 알 스튜어트와 함께 1983년에는 알란 파슨스 프로젝트의 노래를 오케스트라로 편곡한 《The Philharmonia Orchestra Plays The Best of The Alan Parsons Project》를 발매했다.
파월은 〈Wuthering Heights〉를 포함해 케이트 부시의 데뷔 음반 《The Kick Inside》(1978)을 프로듀싱해주었다. 또한 2집 《Lionheart》에도 참여했다. 이외에도 크리스 드 버그, 닉 헤이워드, 마이클 크로퍼드, 엘레인 페이지, 캔자스 등이 파월과 함께 일했다.

## 사생활
포웰은 2003년 웨일스로 이사하였으며, 이사하기 전부터 웨일스어를 배웠다. 현재는 웨일스어를 유창하게 구사한다.